# La perla nera (film 1937)
La perla nera (Paradise Isle) è un film del 1937 diretto da Arthur Greville Collins. La sceneggiatura, il cui adattamento è firmato da Marion Orth, si basa su The Belled Palm, un racconto di Allan Vaughan Elston pubblicato su Hearst's International-Cosmopolitan.

## Produzione
Il film, con il titolo di lavorazione The Belled Palm fu prodotto dalla Monogram Pictures usando, per il sonoro, il sistema Mono Western Electric Mirrophonic Recording.

### Cast
Movita (1916–2015): Protagonista del film, che venne girato in esterni a Samoa, fu l'attrice Movita Castaneda che, benché fosse di origini messicane, venne usata più di una volta da Hollywood in ruoli di esotica bellezza dei mari del sud dopo la sua apparizione nel 1935 a fianco di Clark Gable e Franchot Tone ne La tragedia del Bounty. Nel 1960, Movita si sposò con Marlon Brando che, di lì a poco, avrebbe interpretato Fletcher Christian ne Gli ammutinati del Bounty, la versione del 1962 firmata da Lewis Milestone del celebre ammutinamento.

## Distribuzione
Il copyright del film, richiesto dalla Monogram Pictures Corp., fu registrato il 21 luglio 1937 con il numero LP7305.
Distribuito dalla Monogram, il film uscì nelle sale cinematografiche statunitensi il 21 luglio 1937.